# はねこと
はねことは、日本のイラストレーター。北海道在住。
サークル名TETRAPOTで同人活動を行っている。

## 概要
ライトノベルの挿絵、トレーディングカードイラスト、ソーシャルゲームのキャラクターデザイン、アドベンチャーゲームの原画など広い範囲の仕事に携わっている。

クダンノフォークロア4日間連続インタビュー企画にて怪談や都市伝説といった話が大好きだと述べている。

## 作品

### 挿絵・カバーイラスト
- 黒崎麻由の瞳に映る美しい世界（著：久遠侑 / ファミ通文庫）

1. 黒崎麻由の瞳に映る美しい世界 1 ISBN 9784047301726
2. 黒崎麻由の瞳に映る美しい世界 2 amorosamente ISBN 9784047305052

- その10文字を、僕は忘れない（著：持崎湯葉 / ダッシュエックス文庫）

1. その10文字を、僕は忘れない ISBN 9784086311311

- 喫茶ルパンで秘密の会議（著：蒼井蘭子 / SKYHIGH文庫）

1. 喫茶ルパンで秘密の会議 ISBN 9784879191908

- 年下寮母に甘えていいですよ?（著：今慈ムジナ / ガガガ文庫）

1. 年下寮母に甘えていいですよ? 1 ISBN 9784094517071
2. 年下寮母に甘えていいですよ? 2 ISBN 9784094517286

- クラスが異世界召喚されたなか俺だけ残ったんですが（著：サザンテラス / モンスター文庫）

1. クラスが異世界召喚されたなか俺だけ残ったんですが 1 ISBN 978-4-575-75158-1
2. クラスが異世界召喚されたなか俺だけ残ったんですが 2 ISBN 978-4-575-75196-3
3. クラスが異世界召喚されたなか俺だけ残ったんですが 3 ISBN 978-4-575-75221-2
4. クラスが異世界召喚されたなか俺だけ残ったんですが 4 ISBN 978-4-575-75239-7

- 喫茶ルパンで極秘の捜査（著：蒼井蘭子 / SKYHIGH文庫）

1. 喫茶ルパンで極秘の捜査 ISBN 9784879192196

- お隣の天使様にいつの間にか駄目人間にされていた件（著：佐伯さん / GA文庫）※1巻は新表紙イラスト、2巻以降は挿絵も担当している。
- ぼくたちは人工知能をつくりたい（著：穂高正弘 /  矢立文庫Web小説）
- BAMBOO GIRL（著：人間六度 / 文芸社文庫NEO）

1. BAMBOO GIRL ISBN 9784286213163

- ちっちゃくてかわいい先輩が大好きなので一日三回照れさせたい（著：五十嵐雄策 / 電撃文庫）

1. ちっちゃくてかわいい先輩が大好きなので一日三回照れさせたい ISBN 9784049132090
2. ちっちゃくてかわいい先輩が大好きなので一日三回照れさせたい 2 ISBN 9784049134957
3. ちっちゃくてかわいい先輩が大好きなので一日三回照れさせたい 3 ISBN 9784049137330
4. ちっちゃくてかわいい先輩が大好きなので一日三回照れさせたい 4 ISBN 9784049142020

- 余命一年の君が僕に残してくれたもの（著：日野祐希 / スターツ出版文庫）

1. 余命一年の君が僕に残してくれたもの ISBN 9784813711261

- 好きって言って!（著：宮下恵茉 / 講談社青い鳥文庫）

1. 好きって言って! (1) カレは秘密の王子さま!? ISBN 9784065243206
2. 好きって言って! (2) 良縁祈願屋、はじめます! ISBN 9784065258354
3. 好きって言って! (3) すれちがうふたり ISBN 9784065270486
4. 好きって言って! (4) もし、恋が消えたら ISBN 9784065288252
5. 好きって言って! (5) 運命の赤い糸 ISBN 9784065299630

- LV0の神殺し（著：星月子猫 / MFブックス）

1. LV0の神殺し ISBN 9784040657516

- 青春2周目の俺がやり直す、ぼっちな彼女との陽キャな夏（著：五十嵐雄策 / 電撃文庫）

1. 青春2周目の俺がやり直す、ぼっちな彼女との陽キャな夏 ISBN 9784049151350
2. 青春2周目の俺がやり直す、ぼっちな彼女との陽キャな夏2 ISBN 9784049155921

- 夏凪渚はまだ、女子高生でいたい。 探偵はもう、死んでいる。Ordinary Case（著：月見秋水 / MF文庫J）

1. 夏凪渚はまだ、女子高生でいたい。1 探偵はもう、死んでいる。Ordinary Case ISBN 9784046827708
2. 夏凪渚はまだ、女子高生でいたい。2 探偵はもう、死んでいる。Ordinary Case ISBN 9784046833457

- エルフの渡辺（著：和ヶ原聡司 / 電撃文庫）

1. エルフの渡辺 ISBN 9784049159110

### 書籍
- 週刊ヤングジャンプ増刊 アオハルSWEET 見開き2P
- 週刊ヤングジャンプ増刊 アオハルBITTER 漫画4P
- 哲学ガールズ 萌えて覚える叡智の学園 キャラクター1点 (監修：飲茶  編集：フィロソフィー学園出版会)  ISBN 9784569779843
- まんがタイムきららキャラット2013年 6月 7月 8月号 スペシャルゲスト ゆきんこ* 4コマ漫画8P
- 翔泳社デジタルイラスト 色塗りメイキング講座 イラストメイキング第1章 ISBN 9784798132112
- 桜Trickアンソロジーコミック カラー口絵1点 ISBN 9784832244009
- 月刊コミック電撃大王2014年 7月号 城姫クエスト 久留里城カラーイラスト
- 艦隊これくしょん -艦これ- 水雷戦隊クロニクル (1) 限定版イラスト集・見開きカラーイラスト1点 ISBN 9784041210017
- 城姫クエストマガジンvol.1 久留里城温泉イラスト1点
- E☆2Vol.45 2014年 12月号 イラスト1点
- デジタルツールで描く！違いがわかるキャラクターの描き分け方 参考イラスト (著：スタジオ・ハードデラックス) ISBN 9784839962333
- デジタルツールで描く！魅力を引き出す女の子の服の描き方 表紙・参考ページ1P(著：スタジオ・ハードデラックス) ISBN 9784839962586
- I'L(アイル) 2018 AUTUMN 秋号 イラスト1点 ISBN 9784802152587
- ストロベリーパルフェ おねロリ百合アンソロジー カバーイラスト ISBN 9784758021173

### イラスト
- 北海道COMITIA4 チラシイラスト
- 姫操三六五 カレンダーイラスト
- ARTPRINTJAPAN 日めくりっ制服日和 カレンダーイラスト
- ブブキ・ブランキ 星の巨人 OPカードイラスト
- ラクエンロジック ひなろじトライアルデッキ Angel Logic ヘヴンズアローニーナ キービジュアル、TCGイラスト
- カードファイト!! ヴァンガードG バミューダ△ 歌姫の祝祭 TCGイラスト
- 10周年記念画集ミライラストレーターPROJECT イラスト1点
- ヤフー株式会社 神前ミカ イラスト1点
- CLIP STUDIO PAINT プロモーション用イラスト
- こどものままでもママになりたい! イラスト
- プリマドール 第8話エンドカードイラスト

### キャラクターデザイン
- フィギュア宅配買取専門店 フィギュア買取ネット 公式キャラクター ネリア
- auじぶん銀行カードローン公式キャラクター 小鳥遊つぐみ
- Vtuber リシア・キララ

### PCゲーム
- クダンノフォークロア 原画担当
- メルキス 原画担当
- あくありうむ。 作画担当

### ソーシャルゲーム
- 戦国幻想曲
- ドラゴン×ドライツェン
- 英雄になりたい！DELTA
- 聖刻のジャンヌダルク
- GREE 青春姫
- GREE 幻獣姫
- 聖痕のアルカナ
- エンジェルマスター
- 城姫クエスト
- 魔法使いと黒猫のウィズ
- ファントム オブ キル
- ソウルオブクリスタル
- Wonder4World
- 刻のイシュタリア
- ミリ姫大戦
- 拡散性ミリオンアーサー
- 乖離性ミリオンアーサー
- ウチの姫さまがいちばんカワイイ
- ファイアーエムブレムヒーローズ
- 誰ガ為のアルケミスト
- 一血卍傑-ONLINE-
- ゲシュタルト・オーディン
- ブルーアーカイブ イズナ

### アーケードゲーム
- コードオブジョーカー